# Сейранян, Александр Паруйрович
Александр Паруйрович Сейранян (род. 15 февраля 1947 года, Москва) — российский учёный в области механики. Доктор физико-математических наук (1988), иностранный член НАН РА (2008), академик РАЕН (2010). Работает ведущим научным сотрудником в НИИ механики МГУ.
Основные труды посвящены теории устойчивости, теории оптимизации, теории особенностей и бифуркаций. Опубликовал около 150 научных работ, несколько монографий. Подготовил 3 кандидатов наук и 1 доктора наук.

## Награды и премии
- Лауреат премии РАН имени М. А. Лаврентьева (2012) — за цикл работ «Новые решения задачи Лагранжа о наивыгоднейшем очертании колонны»
- Лауреат международной премии имени Туллио Леви-Чивита (2012)

## Монографии
- Баничук Н.В., Бирюк В.И., Сейранян А.П., Фролов В.М., Яремчук Ю.Ф. Методы оптимизации авиационных конструкций. — М.: Машиностроение, 1989. — 296 с.
- Seyranian A.P. Stability and Catastrophes of Vibrating Systems Depending on Parameters. — Lyngby: Technical University of Denmark, 1991.
- Seyranian A.P. and Mailybaev A.A. Multiparameter Stability Theory with Mechanical Applications. — New Jersey: World Scientific, 2003. — ISBN 981-238-406-5. Архивировано 6 сентября 2010 года.
- Майлыбаев А.А., Сейранян А.П. Многопараметрические задачи устойчивости. Теория и приложения в механике. — М.: Физматлит, 2009. — 400 с. — ISBN 978-5-9221-1196-6. (недоступная ссылка)